# Donald Crisp
Donald Crisp (London, 1882. július 27. – Los Angeles, 1974. május 25.) Oscar-díjas angol színész, rendező.

## Fiatalkora
1882. július 27-én született Londonban. Egyesek források szerint 1880-ban látta meg a napvilágot a skóciai Aberfeldyben, de az Amerikai Népszámlálási Hivatal szerint a londoni születési hely és idő a helyes. Egyike volt a nyolcból (négy fiú és négy lány) James és Elizabeth Crisp gyermekének. Tanulmányait az Oxfordi Egyetemen és állítólag az Eton Collegeben végezte, bár az etoni levéltáros tagadja ezt.
Crisp, aki mindig azt állította, hogy skót származású, lovaskatonaként szolgált a Tizedik Királyi Huszárezredben a Második búr háború alatt. A családi memoárok szerint sógora, James Needham állta a költségeit, hogy az Egyesült Államokba tudjon hajózni 1906-ban.

## Korai karrierje
Még a hajóúton Amerikába felfigyelt a tehetséges énekhangjára az operákat szervező John C. Fisher, aki rögtön munkát ajánlott neki a társulatánál. Első öt évét a New York-i Grand Operánál töltötte, ahol végül színpadi rendező lett. Mialatt a társulattal Amerikában és Kubában turnézott, döntötte el, hogy színházi pályán szeretné folytatni karrierjét. 1910-ben már a Donald keresztnevet használva (a Georgeot meghagyta középső névnek) a színpadi menedzsere volt a kor neves előadóművészének, zeneszerzőjének, drámaírójának és rendezőjének George M. Cohannek. Ekkor barátkozott össze a rendező D. W. Griffithszel is. Mikor 1912-ben Griffith nyugatra ment, hogy Hollywoodban próbáljon szerencsét, Crisp szintén vele tartott.
1908. és 1930. között több tucatnyi filmet rendezett, és közel százban színészként is játszott, bár a legtöbben csak apróbb szerepekben tűnt fel. Az egyik figyelemreméltó kivétel volt Ulysses S. Grant tábornok megformálása a Griffith rendezői mérföldkövének számító az Egy nemzet születésében (1915). A szintén Griffith által jegyzett Letört bimbókban (1919) is felejthetetlen alakítást nyújtott Lillian Gish karakterének erőszakos és agresszív édesapjaként.

## Rendezői karrierje
Crisp Griffith asszisztenseként dolgozott éveken keresztül, és sokat tanult a mozifilmek első mesterétől. A sok tapasztalat tette lehetővé, hogy a későbbiekben már maga is beülhetett a rendezői székbe. Az első munkája az 1914-ben elkészült Little Country Mouse volt. Abban az időben sok rendező (és színész) könnyen dolgozhatott egy tucatnyi vagy több filmen egy év során. A következő tizenöt évben Crisp több, mint hetven produkciót rendezett, ezek közül a leghíresebbek a The Navigator (1924). Buster Keatonnal a főszerepben és Douglas Fairbanksszel a Don Q Son of Zorro (1925).
Mikor később egy interjú során megkérdezték tőle, hogy miért adta fel a rendezést és tért vissza kizárólagosan a színészethez, azt felelte, hogy a rendezés kezdett egyre fárasztóbbá válni, gyakran kérték tőle a stúdiófőnökök, hogy tegyen szívességet nekik, és adjon szerepet valamilyen rokonuknak az adott filmjében. Az utolsó rendezői munkája az 1930-ban bemutatott The Runaway Bride volt Mary Astor főszereplésével.

## Katonai szolgálata
Mialatt színészként és rendezőként dolgozott Hollywoodban, egyben a szövetséges erőket is szolgálta Németország ellen az első világháború alatt. Filmes munkája mellett visszatért Angliába, ahol a hírszerzésnek dolgozott. A második világháború alatt - amikor színészi pályafutása a csúcson volt - is jelentkezett katonai szolgálatra, az USA tartalékos hadállományában volt, ahol ezredesi rangra emelkedett.

## Visszatérés a színészethez
A hangosfilmek betörésével teljesen felhagyott a rendezéssel és a színészetnek szentelte karrierjét. Igazán keresett karakterszínésszé vált. A '30-as és '40-es években a kor legnagyobb csillagjaival forgatott: Katharine Hepburn a The Little Ministerben (1934), Charles Laughton és Clark Gable a Lázadás a Bountynban (1935), Bette Davis és Henry Fonda a The Certain Womanben (1937), Laurence Olivier az Üvöltő szelekben (1939), Errol Flynn a Hét tenger ördögében (1940) és Gregory Peck a The Valley of Decisionben (1945).
A sokoldalú Crisp ugyanolyan jó teljesítményt nyújtott pozitív vagy negatív karakter megformálásakor. Kétségtelenül legemlékezetesebb alakítása egy szűkszavú, de szerető apaként volt John Ford Hová lettél, drága völgyünk? (1941) című drámájában. Teljesítményét az Amerikai Filmakadémia Oscar-díjjal honorálta legjobb férfi mellékszereplő kategóriában. Maga a produkció is tíz jelölést kapott, melyből ötöt megnyert, köztük a legjobb filmért járó aranyszobrot.

## Befolyása Hollywoodban
A maga idejében Crisp volt az egyik legbefolyásosabb ember Hollywoodban, több hatalommal rendelkezett, mint a legtöbb rendező, producer vagy stúdióvezető. Aktív és fontos összekötő volt a filmvilág és a külső üzleti érdekek között. Kiterjedt üzleti, katonai és szórakoztatóipari tapasztalatainak nagy hasznát vette. Egy nagy becsben tartott tanácsadóvá vált, aki józan előregondolkodásával a Bank of America - amely évekig a filmipar vezető pénzforrása volt - felbecsülhetetlen értékévé vált. Crisp évtizedekig a bank tanácsadói testületének tagja volt, egy alkalommal az elnöke is. A ’30-as és ’40-es évek során nagyon sok a bank által finanszírozott film esetében ő mondta ki a végső döntést.

## Utolsó évei és halála
Crisp a filmipar egyik leggazdagabb személyévé vált. A „bankári józansága”, kiterjedt kapcsolatrendszere és józan gondolkodásmódja segítségével sikeres befektetésekre tett szert, különösen az ingatlanpiacon. A színészkedéssel ennek ellenére az '50-es években és '60-as évek elején sem hagyott fel. Utolsó filmjében Henry Fonda és Maureen O’Hara oldalán volt látható az 1963-ban bemutatott Spencer hegye című családi filmben.
A nyolcvanas éveiben abbahagyta a színészetet, de különböző produkciók finanszírozásában ezután is részt vállalt, egyszerűen azért, mert szerette csinálni. Első feleségétől még 1919-ben elvált. A második felesége Jane Murfin forgatókönyvíró volt, akitől 1944-ben vált el. Crisp 1974. május 25-én hunyt el Los Angelesben 91 éves korában stroke-ban. A glendale-i Forest Lawn Memorial Park Cemeteryben helyezték örök nyugalomra.
Crispet joggal nevezhetjük az amerikai film úttörőjének. Amellett, hogy a maga idejében elismert karakterszínész volt, nagyon sok más filmhez járult hozzá, melyek az ő támogatását élvezték. A filmiparban betöltött helyének köszönhetően csillagja megtalálható a Hollywood Walk of Fame-en.

## Fontosabb filmjei színészként
- 1915: Egy nemzet születése (The Birth of a Nation) – Ulysses S. Grant tábornok
- 1919: Letört bimbók (Broken Blossoms) – "Harcoló" Burrows
- 1928: A viking (The Viking) – Leif Eriksson
- 1931: Svengali – a skót földesúr
- 1932: Vérvörös homok (Red Dust) – Guidon
- 1935: Lázadás a Bountyn (The Mutiny on the Bounty) – Burkitt
- 1936: A könnyűlovasság / Balaklava (The Charge of the Light Brigade) – Campbell ezredes
- 1937: Zola élete (The Life of Emile Zola) – Maitre Labori
- 1938: Leányvágyak (The Sisters) – Tim Hazelton
- 1938: A bámulatos Clitterhouse doktor (The Amazing Doctor Clitterhouse) – Lane felügyelő
- 1938: Jezabel – Dr. Livingstone
- 1939: Juarez – Marechal Achille Bazaine tábornok
- 1939: Üvöltő szelek (The Wuthering Heights) – Dr. Kenneth
- 1939: Az oklahomai kölyök (The Oklahoma Kid) – Hardwick bíró
- 1939: Szerelem és vérpad (The Private Life of Elizabeth and Essex) – Francis Bacon
- 1940: A 606. kísérlet (Dr. Ehrlich’s Magic Bullet) – Althoff
- 1940: Orchidea testvér (Brother Orchid) – idősebb fivér
- 1940: Hét tenger ördögében (The Sea Hawk) – Sir John Burleson
- 1941: Ördög az emberben (Dr. Jekyll and Mr. Hyde) – Sir Charles Emery
- 1941: Hová lettél, drága völgyünk? (How Green Was My Valley) – Gwillym Morgan
- 1943: Lassie hazatér (Lassie Come Home) – Sam Carraclough, az apa
- 1944: Mark Twain kalandjai (The Adventures of Mark Twain) – J. B. Pond
- 1944: A nagy derby (National Velvet) – Mr. Brown
- 1945: Lassie fia (Son of Lassie) – Sam Carraclough
- 1949: Lassie kihívása (Challenge to Lassie) – Jock Gray
- 1954: A bátor herceg (Prince Valiant) – Aguar király
- 1955: Férfi Laramie-ből (The Man from Laramie) – Alec Waggoman
- 1960: Pollyanna – Karl Warren polgármester
- 1961: Kutyahűség (Greyfriars Bobby: The True Story of a Dog) – James Brown
- 1963: Spencer hegye (Spencer's Mountain) – Spencer nagyapa

## További információ
- Donald Crisp a PORT.hu-n (magyarul)
- Donald Crisp az Internetes Szinkronadatbázisban (magyarul)
- Donald Crisp az Internet Movie Database-ben (angolul)
- Donald Crisp a Rotten Tomatoeson (angolul)

## Fordítás
- Ez a szócikk részben vagy egészben  a   Donald_Crisp című angol Wikipédia-szócikk fordításán alapul.  Az eredeti cikk szerkesztőit annak laptörténete sorolja fel. Ez a jelzés csupán a megfogalmazás eredetét és a szerzői jogokat jelzi, nem szolgál a cikkben szereplő információk forrásmegjelöléseként.